# Scharfenbergkoppeling

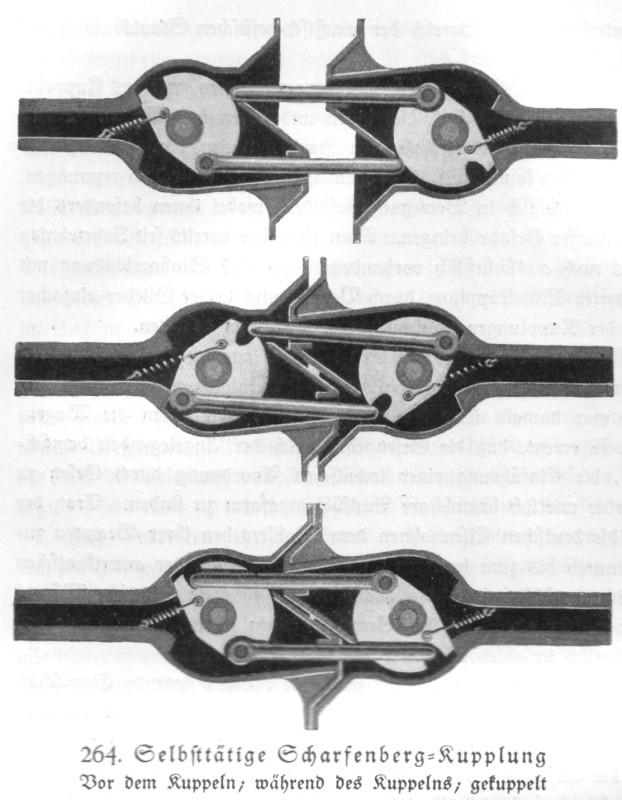
Schematische voorstelling van de werking van een Scharfenbergkoppeling

De Scharfenbergkoppeling of Schaku (Scharfenbergkupplung) is een automatische koppeling die voornamelijk gebruikt wordt bij treinstellen en trams. Deze koppeling is vernoemd naar de Duitse ingenieur Karl Scharfenberg (1874-1938).
Deze koppeling maakt het mogelijk om materieel vanuit de machinistencabine automatisch te koppelen en ontkoppelen. Bij het traditionele spoorwegstoot- en trekwerk (bestaande uit schroefkoppeling en buffers) moet het (ont)koppelen van locomotieven en treindelen, zo nodig inclusief kabels en kettingen, met de hand worden verricht.
Door de elektrische en pneumatische verbindingen in een Scharfenbergkoppeling is het ook mogelijk om vanuit één machinistencabine de tractie-installaties en de remmen van twee of meer treinstellen identiek te laten werken, mits deze op elkaar zijn afgestemd. Men noemt dat 'treinschakeling'. Ook bij trams komt dit voor; zo konden de meeste Haagse PCC's dankzij hun Scharfenbergkoppelingen in treinschakeling rijden.
Bij de Nederlandse Spoorwegen is sinds 1964 de hoogte 1 meter om eenvoudig te kunnen koppelen met buffermaterieel.
Om vervuiling te voorkomen worden de niet gebruikte koppelingen in principe afgedekt met een metalen beschermplaat of beschermhoes, die bij het nieuwere materieel automatisch wegklapt, of een kunststof zak die om de koppeling geritst wordt. De metalen beschermplaat die met de hand verwijderd of geplaatst moet worden, wordt door rangeerders een "bh" genoemd als afkorting van het woord "beschermhoes". Na het koppelen moet de plaat of hoes in de cabine van de trein worden gelegd, maar dat wordt weleens vergeten, zodat men er soms een op het perron ziet liggen. Bij de Nederlandse Spoorwegen is het gebruik van de bescherming sinds enige tijd afgeschaft. De handmatig te plaatsen beschermplaten worden niet meer gebruikt en de automatische beschermplaten zijn in weggeklapte stand vastgezet of verwijderd.
De Scharfenbergkoppeling heeft als nadeel de lage maximale trekbelastbaarheid, waardoor de koppeling ongeschikt is voor getrokken treinen. Een ander nadeel is dat de in de koppeling geïntegreerde elektrische en pneumatische verbindingen niet (internationaal) gestandaardiseerd zijn, waardoor verschillende materieelsoorten niet onderling koppelbaar zijn, of vaak alleen mechanisch: een treinstel kan dan wel worden gesleept. Om dit te laten doen door buffermaterieel is een hulpkoppeling nodig, die aan de trekhaak bevestigd wordt.

## Geschiedenis
Bij de Nederlandse Spoorwegen was het sinds 1934 gebruikelijk om deze koppeling op 610 mm boven de bovenkant van de spoorstaaf te bevestigen. Na een foutieve combinatie van Mat '34 met het eerste treinstel Mat '64 ('Treinstel Toekomst'), met schadelijke gevolgen voor de tractie-installaties, werd in 1964 overgestapt op een hoogte van 1 meter. Sinds de buitendienststelling van de laatste hondenkop-treinstellen in 1996 zijn lage koppelingen alleen nog op museummaterieel te zien.

## Foto's

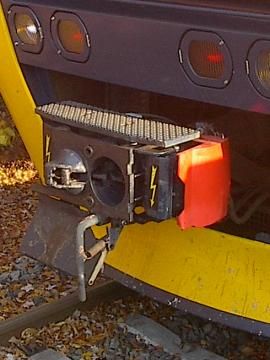
Scharfenbergkoppeling van een DM'90 met automatisch wegklapbare beschermplaat (weggeklapt)
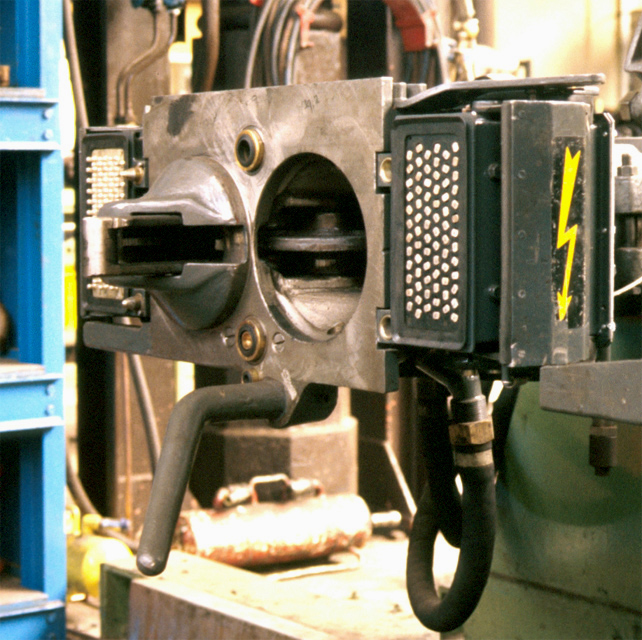
Scharfenbergkoppeling van een ICM-koppeling tijdens open dag bij NedTrain in Haarlem
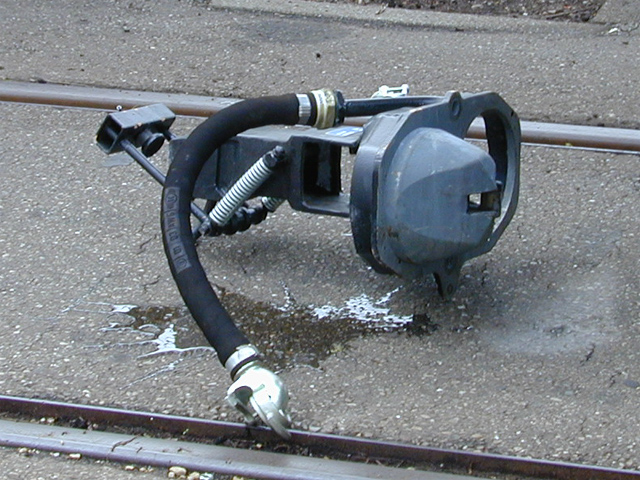
Scharfenberg-hulpkoppeling op 12 juni 2004 te Haarlem voor transport van een LINT van Syntus
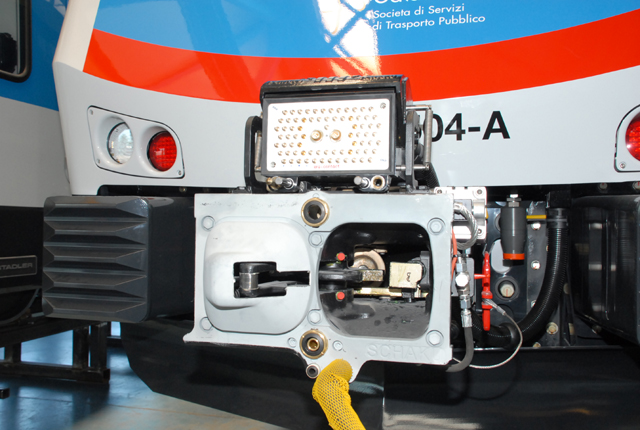
Scharfenbergkoppeling van de Ferrovie della Calabria (FC-trein) type M4c-500
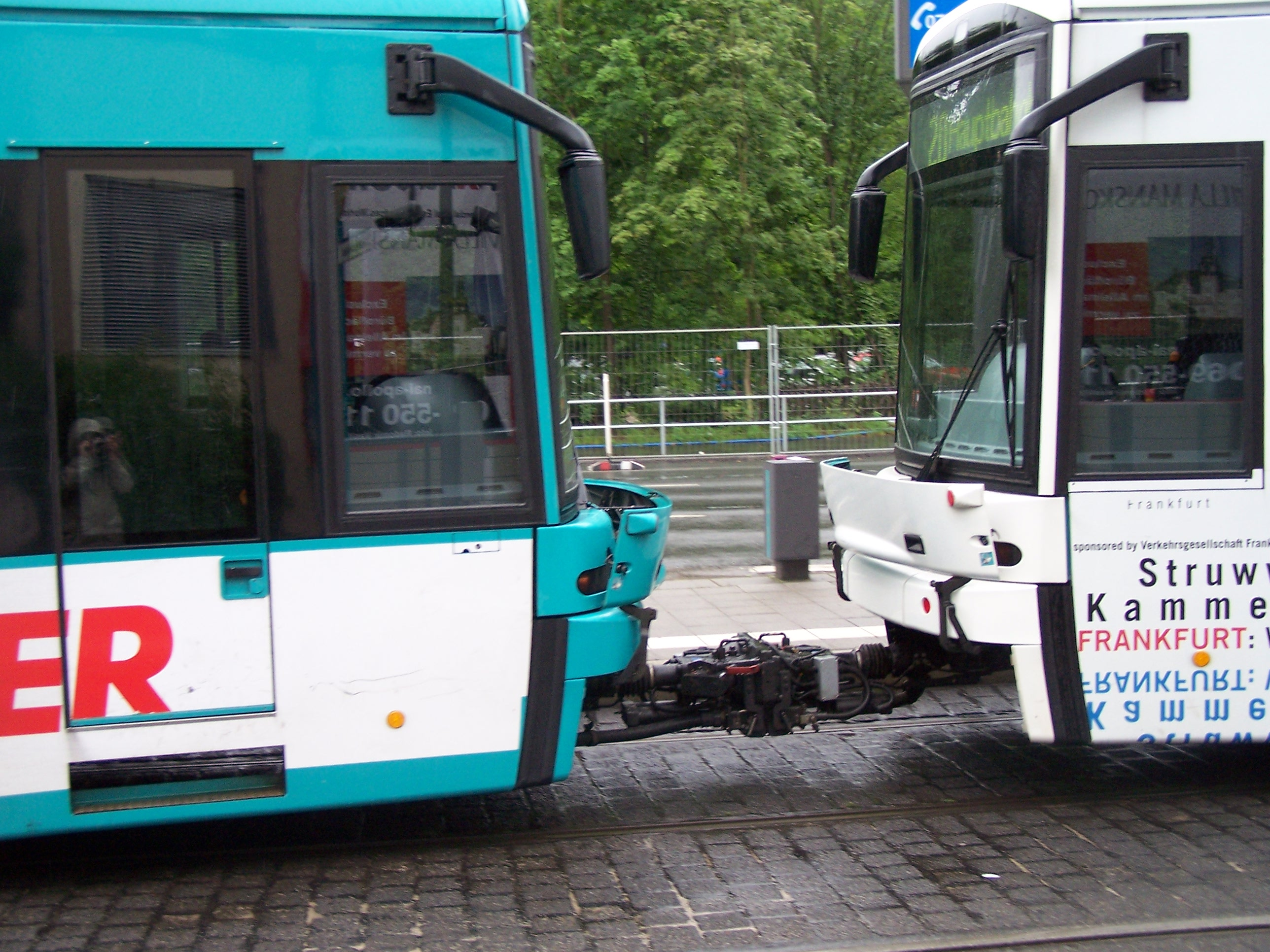
Scharfenbergkoppeling bij een tram